# Chiesa di San Bartolomeo (Caserta)
La chiesa di San Bartolomeo è una chiesa di Caserta.
Chiesa situata nella popolosa frazione di Centurano, è una costruzione risalente al XII secolo, come riferisce la bolla di Papa Alessandro III del 1178. La facciata della chiesa è caratterizzata da un impaginato molto semplice, sul quale vi sono un grande portale in pietra chiara e un timpano triangolare con all'interno un bassorilievo in stucco oltre ad un finestrone sovrastante. La torre campanaria, che termina con una bifora, è suddivisa in tre registri. L'interno della chiesa è a navata unica con un pregevole paliotto e la mensa in marmo su colonnine.